# جبريل غارسيا
جبريل غارسيا (بالإسبانية: Gabriel García Hernández) (16 فبراير 1974 سلامنكا المكسيك - ) هو لاعب كرة قدم مكسيكي، يلعب كمهاجم، لعب 151 مباراة وسجل 24 هدف.

## مسيرته

### مسيرته مع الأندية
- 1992 - 1998 لعب مع نادي غوادالاخارا 71 مباراة سجل خلالها 21 هدف.
- 1998 - 1999 لعب مع نادي موريليا الرياضي 34 مباراة سجل خلالها هدف.
- 2002 - 2003 لعب مع Cruz Azul Hidalgo [الإنجليزية]‏ 23 مباراة سجل خلالها هدف.
- 2003 - 2003 لعب مع ريال إسبانيا 23 مباراة سجل خلالها هدف.